# دومینگو فوستینو سارمینتو
دومینگو فوستینو سارمینتو (اسپانیایی: Domingo Faustino Sarmiento‎؛ ۱۵ فوریه ۱۸۱۱ – ۱۱ سپتامبر ۱۸۸۸) سیاستمدار، نویسنده و روشن‌فکر اهل آرژانتین بود.
وی از سال ۱۸۶۸ تا ۱۸۷۴ رئیس‌جمهور آرژانتین، در سال ۱۸۷۹ وزیر امورخارجه و پرستش و همچنین وزیر کشور آرژانتین و از سال ۱۸۶۲ تا ۱۸۶۴ استاندار استان سان خوآن، آرژانتین بوده‌است.
سارمینتو که در مه ۱۸۸۸ به همراه دخترش به پاراگوئه رفته بود به علت حمله قلبی در شهر آسونسیون درگذشت و در آرامگاه رکوله‌تا در بوئنوس آیرس به خاک سپرده شد.

## نگارخانه

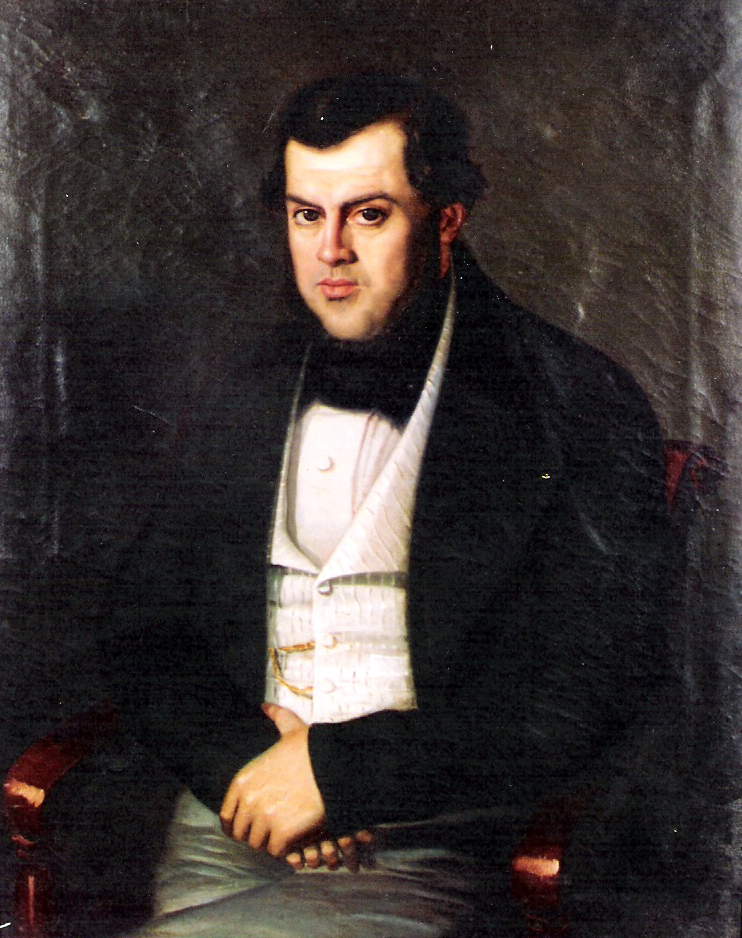
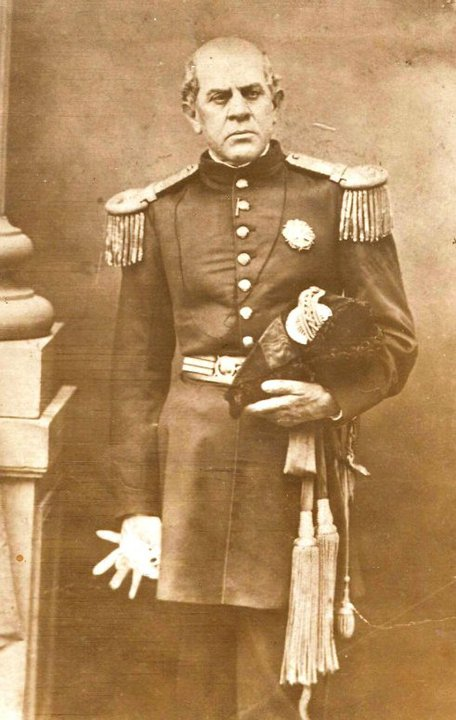
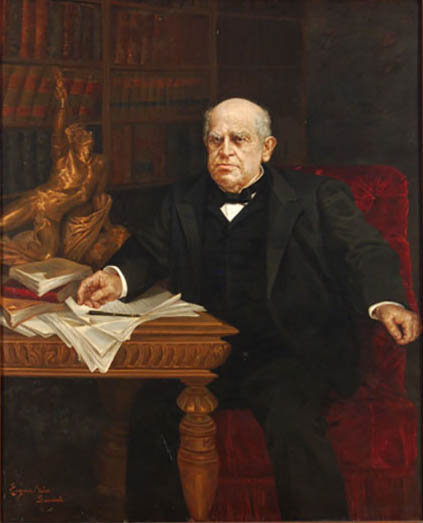
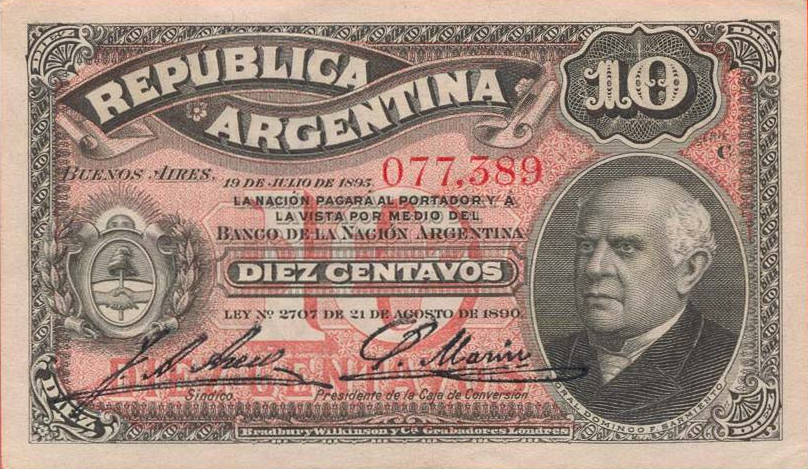
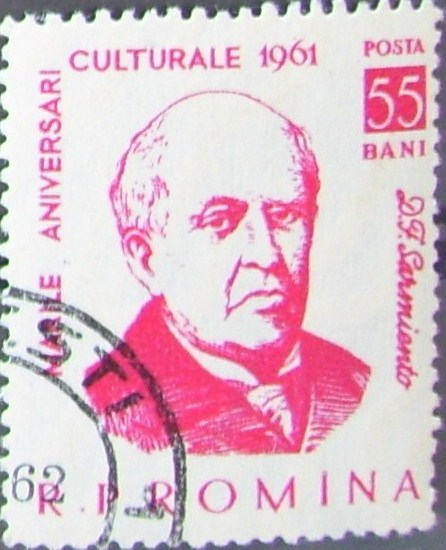